# 低排放區
低排放區（LEZ）和零排放區（ZEZ）是為了改善空氣品質、減少溫室氣體排放等原因，而劃設的特定區域，在該區域中禁止或限制使用特定汙染運具。零排放區內禁止所有內燃機車輛，只允許零排放運具（ZEVs）進入，如純電動車、自行車、全電動公共交通工具。而在低排放區，混合動力車輛和替代燃料車輛也是合法運具。

## 歐洲
在歐洲，為了達到歐盟的空氣品質標準，超過220個城鎮、分布在14個國家，現在已經設置或已經規劃有低排放區。低排放區的具體規定因區而異，適用對象以重型車輛為主，部分適用於柴油車、汽油車。在義大利，摩托車也在低排放區的適用範圍之內。

## 外部連結
- urbanaccessregulations.eu（页面存档备份，存于）（英文）